# جان مت
جان رالی مت (انگلیسی: John Raleigh Mott؛ ۲۵ مهٔ ۱۸۶۵ – ۳۱ ژانویه ۱۹۵۵) یک میسیونر متدیست اهل ایالات متحده آمریکا بود.
وی همچنین برنده جوایزی همچون جایزه صلح نوبل شده است.